# Una broma musical
El Divertimento para dos trompas y cuerdas, también conocido como Una broma musical (en alemán: Ein musikalischer Spaß), K. 522, es una composición de Wolfgang Amadeus Mozart; el compositor la anotó en su Verzeichnis aller meiner Werke (Catálogo de todas mis Obras) el 14 de junio de 1787. 

## La música
La música está intencionadamente escrita para ser divertida, estando rociada libremente por una composición inoportunamente tosca, mecánica y monótona, junto con pasajes evidentemente diseñados para imitar los efectos de una notación imprecisa y una interpretación torpe. Los especialistas han opinado que el propósito original de la pieza es satírico - que "[es] una metedura de pata armónica y rítmica que sirven para parodiar la obra de compositores incompetentes" - aunque no se sepa si el propio Mozart reveló sus intenciones.

## Estructura e intención
Consta de cuatro movimientos, usando formas compartidas con muchos otros divertimentos clásicos:
1. Allegro (en forma sonata).
2. Menuetto y Trío.
3. Adagio cantabile.
4. Presto, (en forma rondó-sonata).

No obstante, la música tiene potencial para atraer la atención de la audiencia media de esa época en calidad de comedia, incluyendo:
- Un uso de fraseo asimétrico, o no frasea durante grupos de cuatro compases, al comienzo del primer movimiento, lo que es muy poco común para el periodo clásico.
- El uso de dominantes secundarias donde convenía incluir acordes de subdominante.
- El uso de disonancias en las trompas, satirizando la incompetencia del copista, o el trompa equivocándose en el manejo del pistón.
- El uso de una escala de tonos en el registro alto del violinista, probablemente con la intención de imitar el esfuerzo del instrumentista para mantenerse en la posición alta.
- Pobreza extrema en todos los procedimientos utilizados (variación, imitación, etc.).
- Pasajes donde el compositor parece olvidarse de la clave que está utilizando, escribiendo como si fuera en otra (esta situación es muy clara en la clave de do [viola], que parece escrita algunas veces para clave de sol).
- Utilización extemporánea de los matices dinámicos.

La pieza es asimismo notable por el temprano uso de la llamada politonalidad, creando el gesto de completo colapso con el que termina el finale. Esto pudo ser previsto para crear la sensación de que los violines están interpretando de una manera extremadamente fuera de melodía, desde que las trompas solas concluyen en la tonalidad de la tónica del movimiento: los violines en registro bajo funcionan como si la tónica se hubiese transformado de repente en si bemol, mientras que los violines y violas cambian a sol mayor y mi bemol mayor, respectivamente:

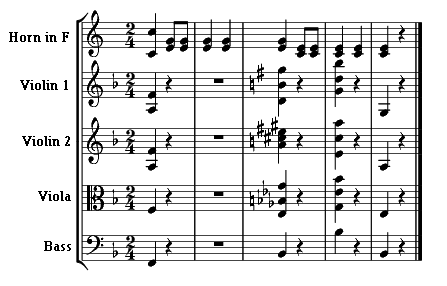
El experimento de la politonalidad de Mozart al final de la pieza.

Algunos teóricos opinan que Una broma musical es una parodia de las obras de compositores torpes contemporáneos a Mozart. Como casi una suposición, uno podría encontrar varios puntos de la partitura realmente divertidos, tales como los más elementales desarrollos del tema, donde el pobre compositor puede sentir la agonía que avanza con el desarrollo.
Otros teóricos no están de acuerdo con esta visión, alegando que quizás Mozart usó parodia y comedia como una excusa para probar cosas que no estaban en práctica en esa época; entonces, la pieza podría haber sido prevista en un tono más serio que sólo conocía el propio compositor.
El uso de fraseo asimétrico, escalas de tonos, y multitonalidad es muy extraño en la música del Clasicismo. Sin embargo, esas técnicas fueron más tarde revisitadas por los primeros compositores del siglo XX, como Claude Debussy e Igor Stravinsky, quienes estaban buscando un nuevo lenguaje musical. En este contexto posterior, estas convenciones fueron vistas como nuevas técnicas legítimas en música seria. Pero en la época de Mozart, estos elementos no clásicos confieren a la pieza su carácter de comedia y expresan perfectamente el musical sentido del humor del compositor.
Sorprendentemente, Una broma musical es la primera pieza anotada en el catálogo de obras de Mozart tras la muerte de su padre el 28 de mayo.

## Cuestiones de traducción
El nombre más aceptado y extendido en español, Una broma musical es una pobre interpretación del alemán original: como observa Fritz Spiegl, Spaß no connota de una forma clara la intención jocosa -- para la que la palabra alemana Scherz suele ser empleada. Bajo el punto de vista de Spiegl, una traducción más precisa podría haber sido Alguna diversión musical.
Perpetuum mobile: Ein musikalischer Scherz op. 257, una polka de Johann Strauss II está asimismo (y más correctamente) traducida por Una broma musical.

## Otros usos
En una versión modernizada de Waldo de los Ríos, el comienzo del finale de Una broma musical fue usado durante muchos años como el tema de la melodía del programa de la BBC Horse of the Year Show.